# قارچ‌خوار

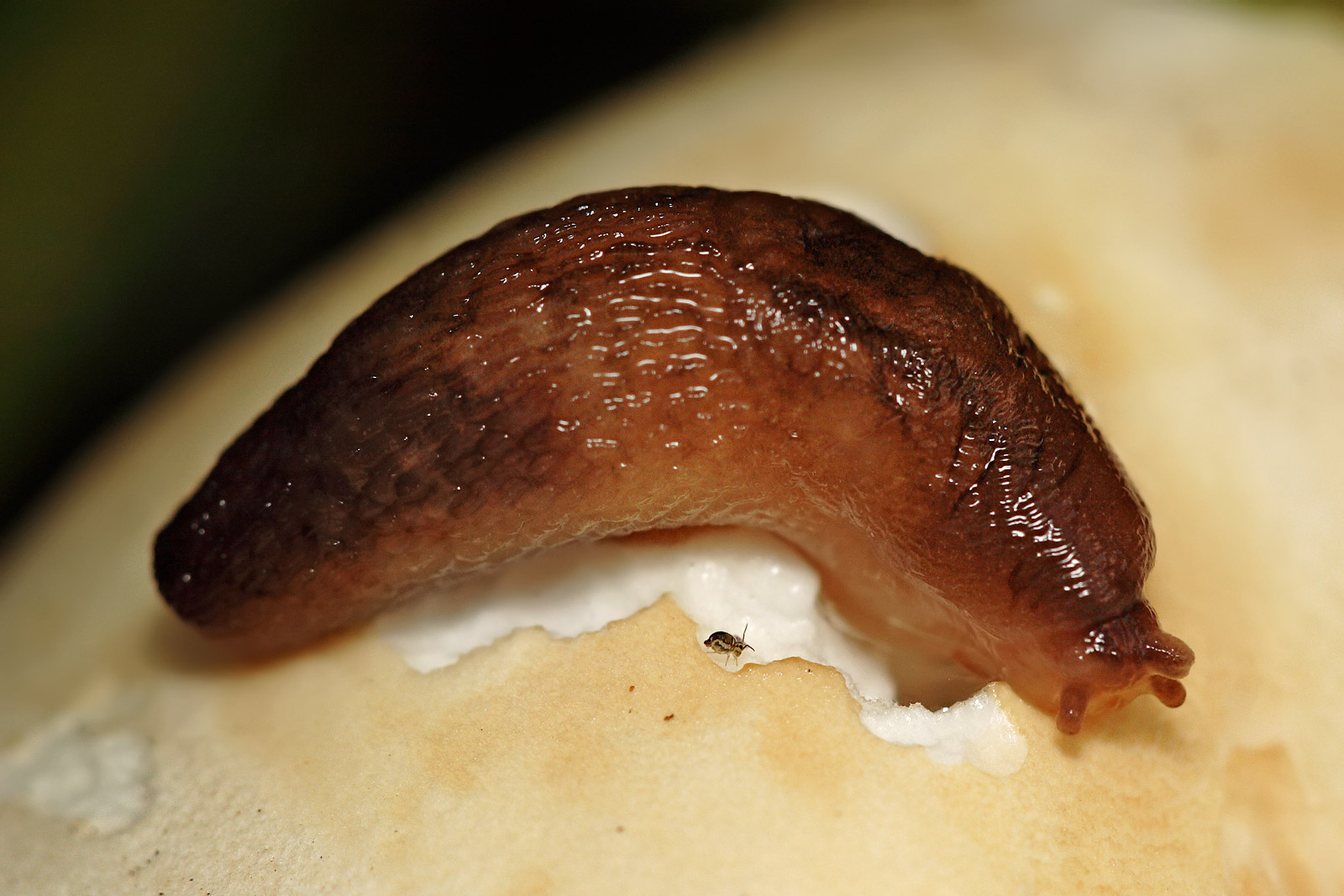
یک راب (Lehmannia nyctelia) که از قارچ تغذیه می‌کند

قارچ‌خواری (به انگلیسی: Fungivory, Mycophagy)، فرایند مصرف قارچ‌ها توسط ارگانیسم‌ها است. بسیاری از جانداران از جمله پرندگان، پستانداران، حشرات، گیاهان، آمیب‌ها، شکم‌پایان، نماتدها، باکتری‌ها و سایر قارچ‌ها برای به دست آوردن انرژی از مصرف قارچ‌ها ثبت شده‌اند. برخی از اینها که فقط قارچ می‌خورند، قارچ‌خوار نامیده می‌شوند، در حالی که برخی دیگر قارچ را تنها بخشی از رژیم غذایی خود می‌خورند، زیرا همه‌چیزخوار هستند.